# John P. Marquand
John Philips Marquand (ur. 10 listopada 1893, zm. 16 lipca 1960) – amerykański pisarz.
Był początkowo autorem popularnych romansów i powieści detektywistycznych (m.in. Ming Yellow z 1935 roku). Później tworzył powieści i opowiadania satyryczno-obyczajowe ukazujące życie statecznych rodzin mieszczańskich Nowej Anglii, m.in. The Late George Apley (1937) oraz Zamknięta karta (1949).